# Інавгуральна гусяча шкіра
«Інавгура́льна гу́сяча шкі́ра» — картина іспанського художника Сальвадора Далі, написана у 1928 році. Зараз зберігається в колекції Театру-музею Далі, в Залі Скарбів.

## Опис
Цю картину Далі демонстрував Андре Бретону та колу сюрреалістів. В роботі помітні відголоски впливу Іва Танги — це відчувається і в способі побудови простору, і в білих, аморфних фігурах, що неначе пливуть по полотну. Ці фігури втілюють у собі галюцинаторний образ часток матерії та у поєднанні з арифметичною жорстокістю числового ряду створюють протиріччя між властивим художнику домінуючим романтизмом та стремління підкоритися набору суворих правил, про які він вичитав у журналі Озефана та Жаннере (Ле Корбюзьє) «Еспрі Нуво» («Новий Дух»). Тут Далі намагався вирахувати та визначити те, що не піддається людському розумінню.